# Roberta T. Manning
Roberta Thompson Manning (* 24. Januar 1940 in Austin, Texas; † 3. Januar 2018 in Newton, Massachusetts) war eine US-amerikanische Osteuropahistorikerin mit dem Arbeitsschwerpunkt Sowjetunion. Sie war Professorin am  Boston College. 1983 erhielt sie den Herbert Baxter Adams Prize für ihr Buch The Crisis of the Old Order in Russia: Gentry and Government.

## Schriften (Auswahl)
- The Crisis of the Old Order in Russia: Gentry and Government. Princeton University Press, 1982, ISBN 978-0-691-10189-7.
- mit J. Arch Getty: Stalinist Terror: New Perspectives. Cambridge University Press, New York 1993, ISBN 978-0-521-44670-9.